# Mansikkasaari (ö i Norra Savolax, Nordöstra Savolax)
Mansikkasaari är en ö i Finland. Den ligger i sjön Hietajärvi och i kommunen Tuusniemi i den ekonomiska regionen  Nordöstra Savolax ekonomiska region  och landskapet Norra Savolax, i den centrala delen av landet, 300 km nordost om huvudstaden Helsingfors. Öns area är 2,8 hektar och dess största längd är 300 meter i nord-sydlig riktning.